# گمینا کنتژن
گمینا کنتژن (به لهستانی:  Gmina Kętrzyn) یک گمینا در لهستان است که در شهرستان کنتژن واقع شده‌است. گمینا کنتژن ۲۸۵٫۷۳ کیلومتر مربع مساحت و ۸٬۲۸۵ نفر جمعیت دارد.